# Nofret A
Nofret A je bila egipatska princeza 4. dinastije.

## Etimologija
Nofret znači "lijepa". 

## Biografija
Nofretini roditelji nisu poznati, ali je ona živjela na dvoru kao plemkinja. Njezin je naslov bio "znana kralju", što ju označava kao osobu koja je bila upoznata s kraljevskom obitelji.
Nofret je živjela u vrijeme faraona Snofrua, osnivača 4. dinastije. Udala se za njegova sina Rahotepa, koji je bio svećenik, vezir i general. S njim je bila majka Džedija, Neferkaua, Itua, Mereret, Nedžemib i Settet.
Rahotep je umro prije svog oca Snofrua. Da se to nije dogodilo, možda bi ga naslijedio, a Nofret bi tada postala kraljica, dok je ovako cijeli život nakon udaje za Rahotepa bila princeza supruga.

## Grobnica
Rahotep i Nofret su pokopani u mastabi 6 u Meidumu. Rahotep je pokopan u sobi A, a Nofret u sobi B.

## Kipovi
U mastabi su 1871. nađena dva prelijepa kipa koja prikazuju Rahotepa i Nofret. Nofret je prikazana kao prelijepa dama u bijeloj haljini, s bogato ukrašenom ogrlicom oko vrata. Na glavi joj se vidi njezina prirodna, crna kosa, ali je tu smještena i perika. 
Nofret je prikazana vrlo blijedom, što izaziva razne reakcije kod pobornika teorije da drevni Egipćani nisu pripadali crnoj rasi. Drevne egipatske dame provodile su mnogo vremena unutar palače te su doista često imale mnogo svjetliju kožu od muškaraca. Nofret je prikazana upravo takvom – svjetlije kože nego što je Rahotep, koji je bio general, te nije stalno boravio u palači. 
U kipove su kao oči umetnuti kristali koji ih čine vrlo realističnima. Kad su radnici prvi put otvorili grobnicu, pobjegli su u strahu jer su pomislili da gledaju žive ljude, zbog zrcaljenja svjetlosti baklji u kristalima koji čine oči.
Kipovi se sada nalaze u Egipatskom muzeju u Kairu.

## Vanjske poveznice
|  | Zajednički poslužitelj ima još gradiva o temi Nofret A |